# Mario Paonessa
Mario Paonessa, né le 9 décembre 1990 à Vico Equense, est un rameur italien.

Il participe aux Jeux olympiques de 2012 et de 2016. Il détient deux médailles de bronze lors des Championnats du monde. 